# Royal New Zealand Air Force
La Royal New Zealand Air Force ("Reale forza aerea della Nuova Zelanda"), in lingua māori Te Tauaarangi o Aotearoa ("Guerrieri dell'aria della Nuova Zelanda"), nota anche con la sigla in RNZAF, è l'attuale aeronautica militare della Nuova Zelanda e parte integrante, con il New Zealand Army (esercito) e Royal New Zealand Navy (marina militare) della New Zealand Defence Force.
Venne istituita nel 1923, attingendo al personale ed alle strutture neozelandesi della britannica Royal Air Force per diventare una forza armata indipendente, anche se molti equipaggi della RNZAF continuò ad essere inquadrata nella RAF fino alla fine degli anni quaranta. La RNZAF ha partecipato ad operazioni militari durante la seconda guerra mondiale, nell'Emergenza malese, nella guerra del Vietnam e nella guerra del Golfo, partecipando inoltre a varie missioni di peacekeeping per conto dell'Organizzazione delle Nazioni Unite. Dagli oltre 1 000 aerei da combattimento che costituivano la flotta aerea della RNZAF del 1945, questa si è ridotta ad una forza composta da circa 53 velivoli nel 2007, concentrandosi su missioni di pattugliamento marittimo e di trasporto tattico a sostegno dell'esercito e della marina militare.
Il motto adottato dalla RNZAF è il medesimo della RAF, Per ardua ad astra, tradotto dal latino in "Attraverso le asperità alle stelle". I gradi e le uniformi della RNZAF rimangono simili a quelli della RAF ma tutto il personale militare è identificato dalla scritta "NEW ZEALAND" nel distintivo per controspallina e, fino all'inizio del 2010, sul bordo della spalla nella alta uniforme. Dal 2010 la scritta identificativa riporta il testo "ROYAL NEW ZEALAND AIR FORCE", modifica introdotta per meglio differenziare la divisa con quella della New Zealand Police, nonostante le molte altre differenze più evidenti.

## Storia

### Le origini
Le origini dell'aviazione militare neozelandese risalgono al 1913 quando al New Zealand Army venne assegnato due esemplari di monoplani Blériot dal governo del Regno Unito.

### Prima guerra mondiale

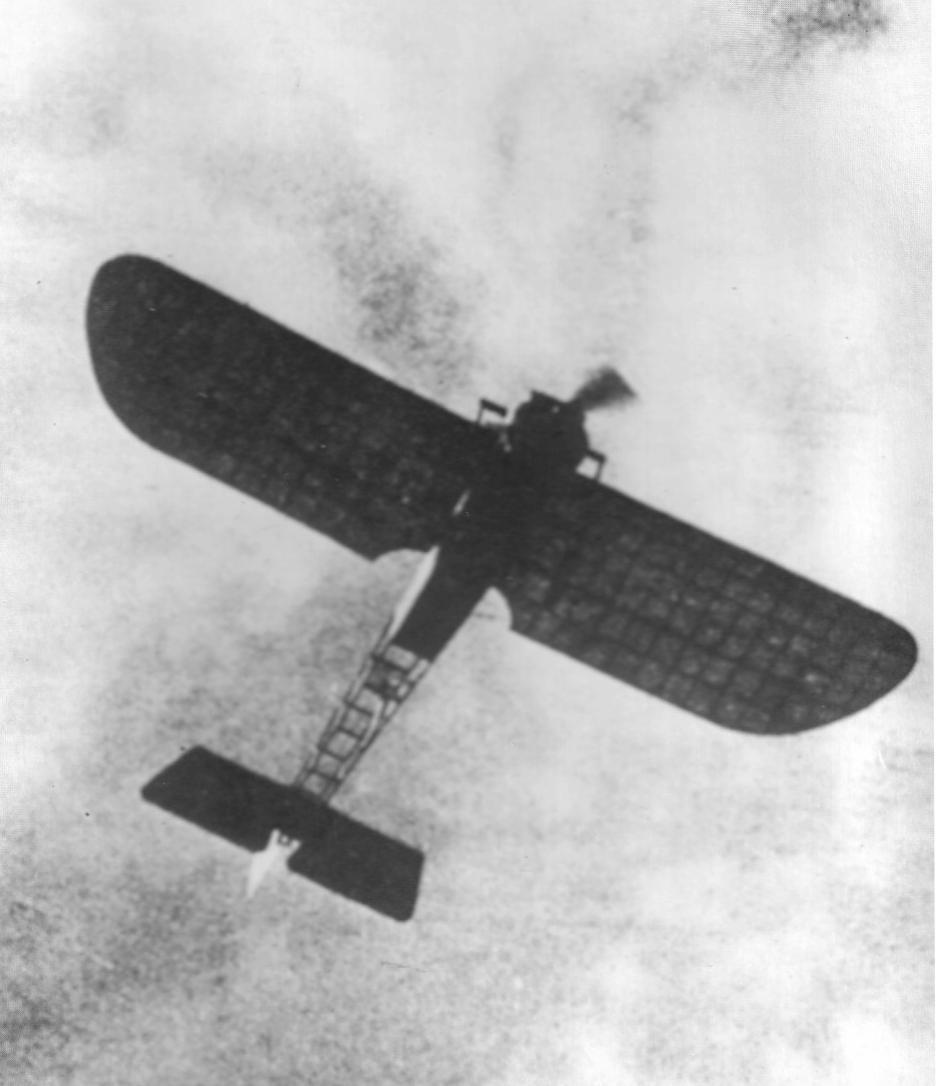
Il Blériot XI 'Britannia', 1913.

Durante la prima guerra mondiale, il personale militare neozelandese partecipò come parte delle forze aeree britanniche Royal Flying Corps e Royal Naval Air Service.Presenti in tutti i teatri bellici, i piloti neozelandesi si dimostrarono all'altezza della preparazione delle altre forze aeree coinvolte annoverando alla fine del conflitto 13 assi, il migliore dei quali fu Keith Caldwell con 25 abbattimenti accreditati.

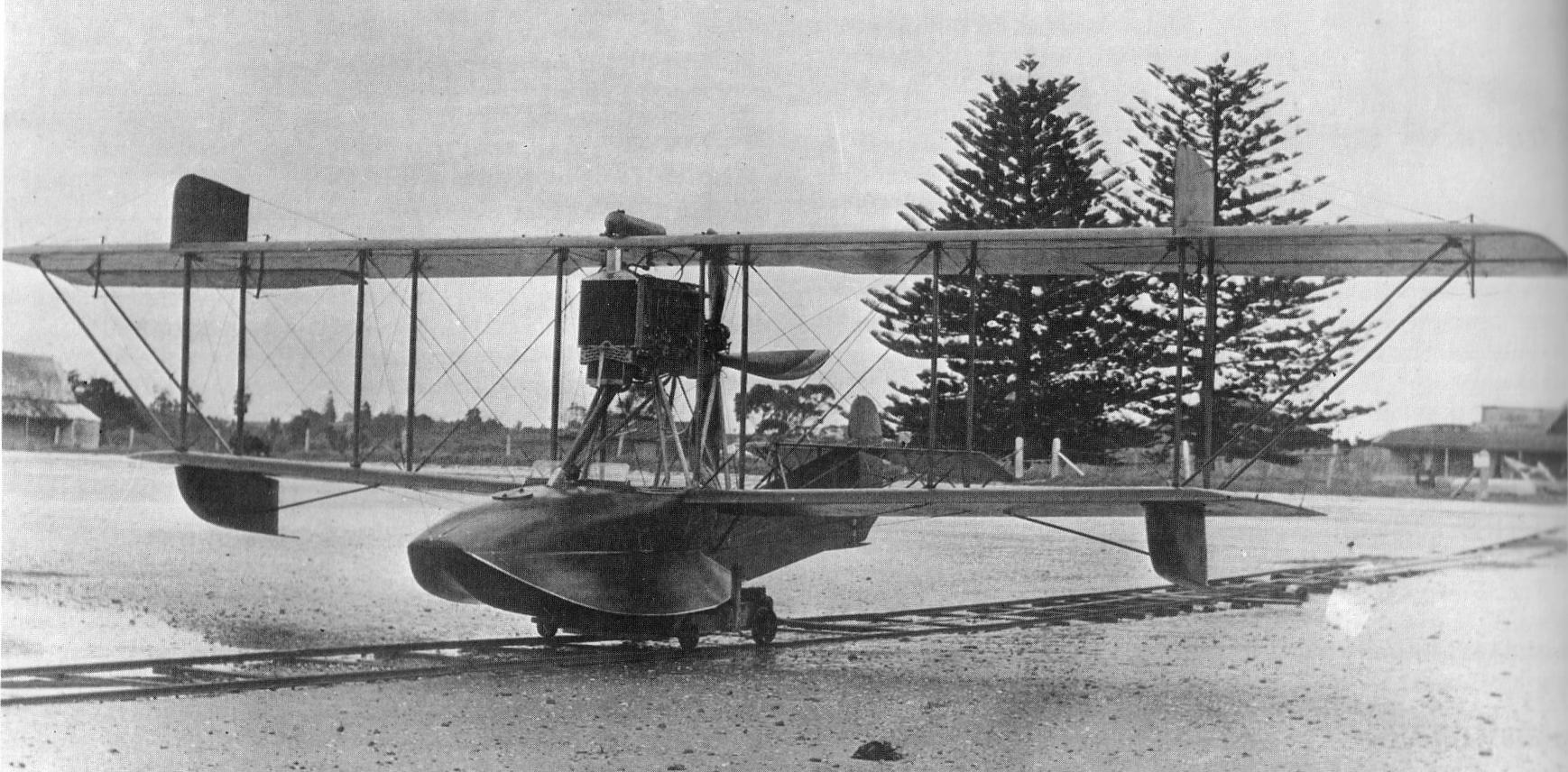
Il Walsh type D di costruzione nazionale utilizzato come idrovolante scuola nel 1918

In questo periodo il governo ha assistito due scuole private per addestrare i piloti destinati al conflitto. La Walsh brothers flying school di Auckland venne fondata dai pionieri fratelli Leo e Vivian Walsh, i primi a pilotare un velivolo in volo controllato nel territorio nazionale. Dal 1915 i piloti venivano addestrati su Walsh Brothers Flying Boats o Curtiss, velivoli di propria progettazione e, successivamente nel corso della guerra, con i primi due aerei realizzati dalla Boeing.
Nel 1916 Sir Henry Wigram fondò la Canterbury Aviation Company a Sockburn, Christchurch, acquistando biplani Caudron dalla Gran Bretagna per l'addestramento dei piloti. In seguito donò l'aerodromo, chiamato in seguito Wigram Aerodrome, al governo per destinarlo a scopi di difesa aerea.
Al termine del conflitto molti piloti neozelandesi rimasero nella neofondata Royal Air Force, molti dei quali avevano raggiunto un elevato grado prima dello scoppio della seconda guerra mondiale. Altri sono tornati in Nuova Zelanda e, in servizio part-time, costituirono il nucleo della New Zealand Permanent Air Force.

### La New Zealand Permanent Air Force
Al termine del conflitto la Gran Bretagna offrì a ciascuno dei suoi dominion un centinaio dei suoi velivoli che oramai erano in eccedenza rispetto alle nuove esigenze. La Nuova Zelanda fu l'ultima a rispondere e la meno entusiasta. Quando gli Avro 504, Bristol F.2 Fighter e gli Airco DH.4 e DH.9 raggiunsero il territorio neozelandese questi furono messi in deposito o dati in prestito alle scuole di volo, a gestori di circhi volanti ed ai nascenti operatori aerei. Molti dei modelli, nati per uso militare, vennero pesantemente trasformati, tra i quali un 504 convertito ad idrovolante triposto ed un DH.9 nel quale venne ricavato una cabina passeggeri chiusa.

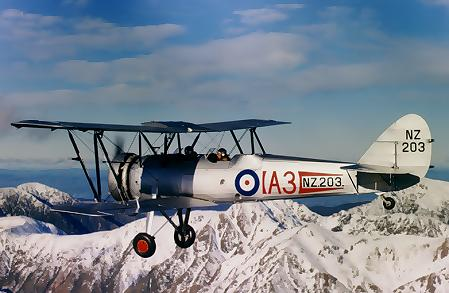
Un addestratore Avro 626 recentemente restaurato.

L'importanza del mezzo aereo in ambito bellico venne tardivamente riconosciuto, in gran parte grazie agli sforzi di Sir Henry Wigram, uomo d'affari, politico e promotore dell'aviazione neozelandese. Grazie ai suoi interventi, nel 1923 venne istituita la New Zealand Permanent Air Force come componente aerea dell'esercito, formata da 72 piloti con esperienza nella Grande Guerra, inizialmente equipaggiata con 504K, DH.4, DH.9 e Bristol Fighter ancora con condizioni di volo e basata su un aerodromo situato a Sockburn, nei pressi di Christchurch.
Nel 1926 Wigram donò £2,500 per l'acquisto di nuovi e più moderni caccia e l'NZPAF poté quindi acquisire i Gloster Grebe. il Sockburn venne in seguito ridesignato Wigram Aerodrome, il nome adottato dal borgo che si sviluppò attorno alla base aerea. La RNZAF Base Wigram è attualmente dismessa ma nelle sue strutture è ubicato il Royal New Zealand Air Force Museum, il museo aeronautico della forza aerea nazionale.

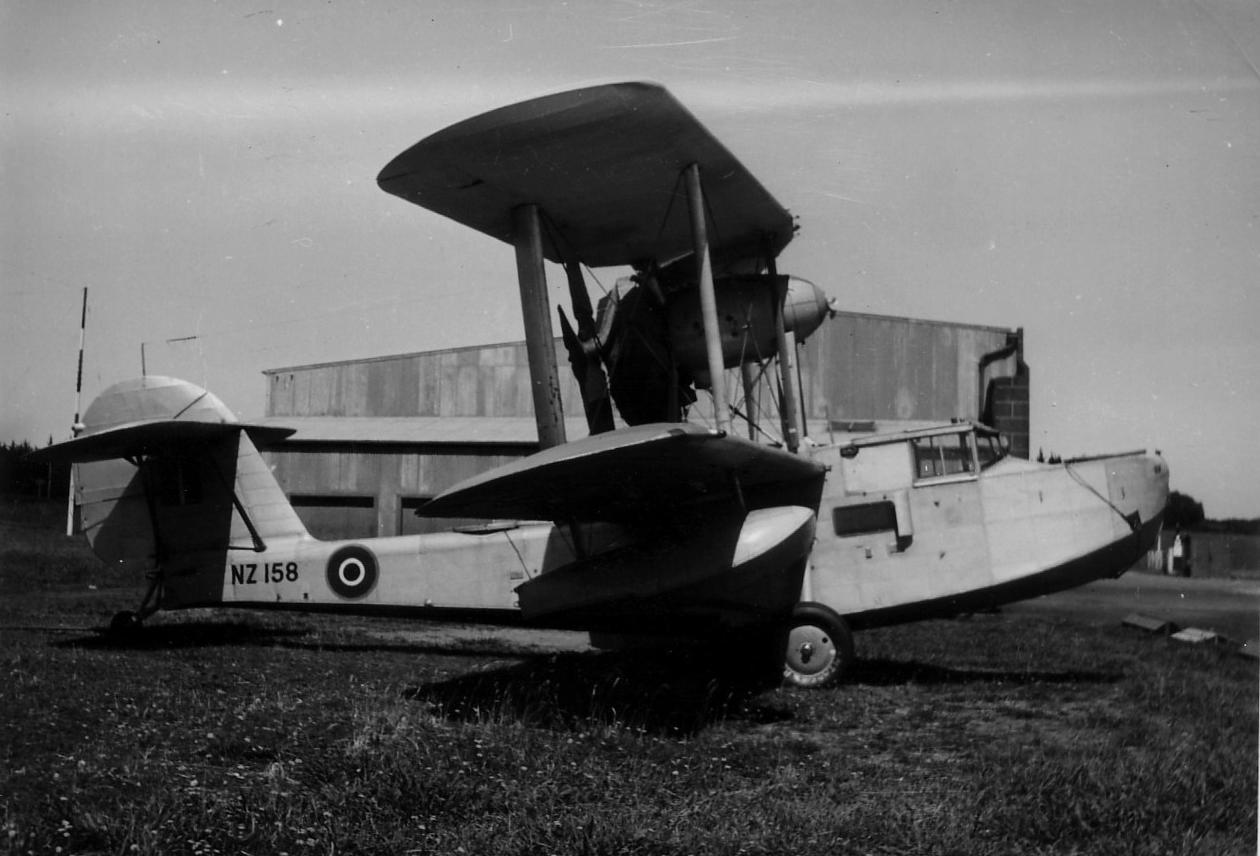
Supermarine Walrus impiegato nella formazione degli equipaggi RNZAF destinati agli idrovolanti.

Una serie di Bristol Fighters di nuova costruzione ed altri nuovi modelli vennero acquistati dalla NZPAF tra la fine degli anni 1920 ed i primi anni 1930. Un de Havilland DH.60G Gipsy Moth versione idro equipaggiato con una mitragliatrice Lewis prese parte ad un'operazione navale contro dei ribelli a Samoa. La prima operazione gestita della NZPAF fu eseguita nel 1930 quando un'improvvisata bomba, costituita da una latta piena di melassa, venne sganciata da un Moth su una nave sospettata di contrabbando d'armi. Lo strano ordigno non causò fortunatamente danni alla nave che si accertò in seguito essere di proprietà di un missionario locale. Più determinante fu l'utilizzo di alcuni Fairey IIIF impegnati in missioni di ricerca e salvataggio in mare e nelle operazioni di soccorso dopo il terremoto della Hawke's Bay del 1931, dove i velivoli della NZPAF fornirono un prezioso supporto aereo nella fornitura dei necessari rifornimenti ed attrezzature mediche.
Al pari delle altre forze aeree occidentali, gli anni trenta costituirono un importante periodo di espansione per la NZPAF. In quegli anni vennero acquistati diversi modelli di borduzione britannica, il maggior numero dei quali rappresentavano gli Airspeed Oxford, Avro 626, Fairey Gordon, Vickers Vildebeest, Blackburn Baffin.
La NZPAF venne ridesignata Royal New Zealand Air Force nel 1934 diventando una forza armata indipendente nel 1937.

### Seconda guerra mondiale
Durante la seconda guerra mondiale (1939-1945) la RNZAF era schierata a fianco degli Alleati e ha principalmente combattuto durante la Guerra del Pacifico.

### Ridimensionamento post Guerra Fredda

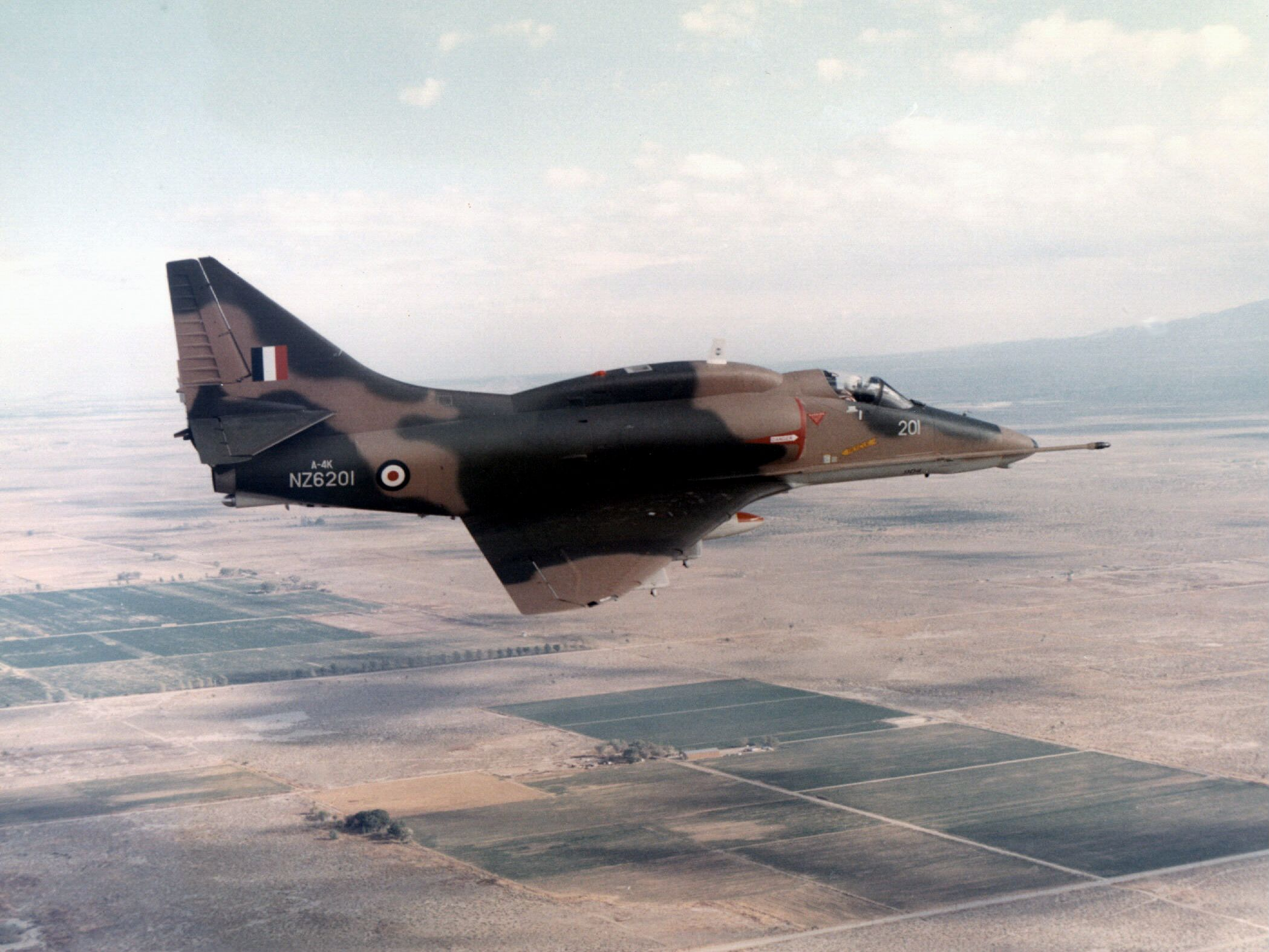
Un A-4K in volo nel 1969

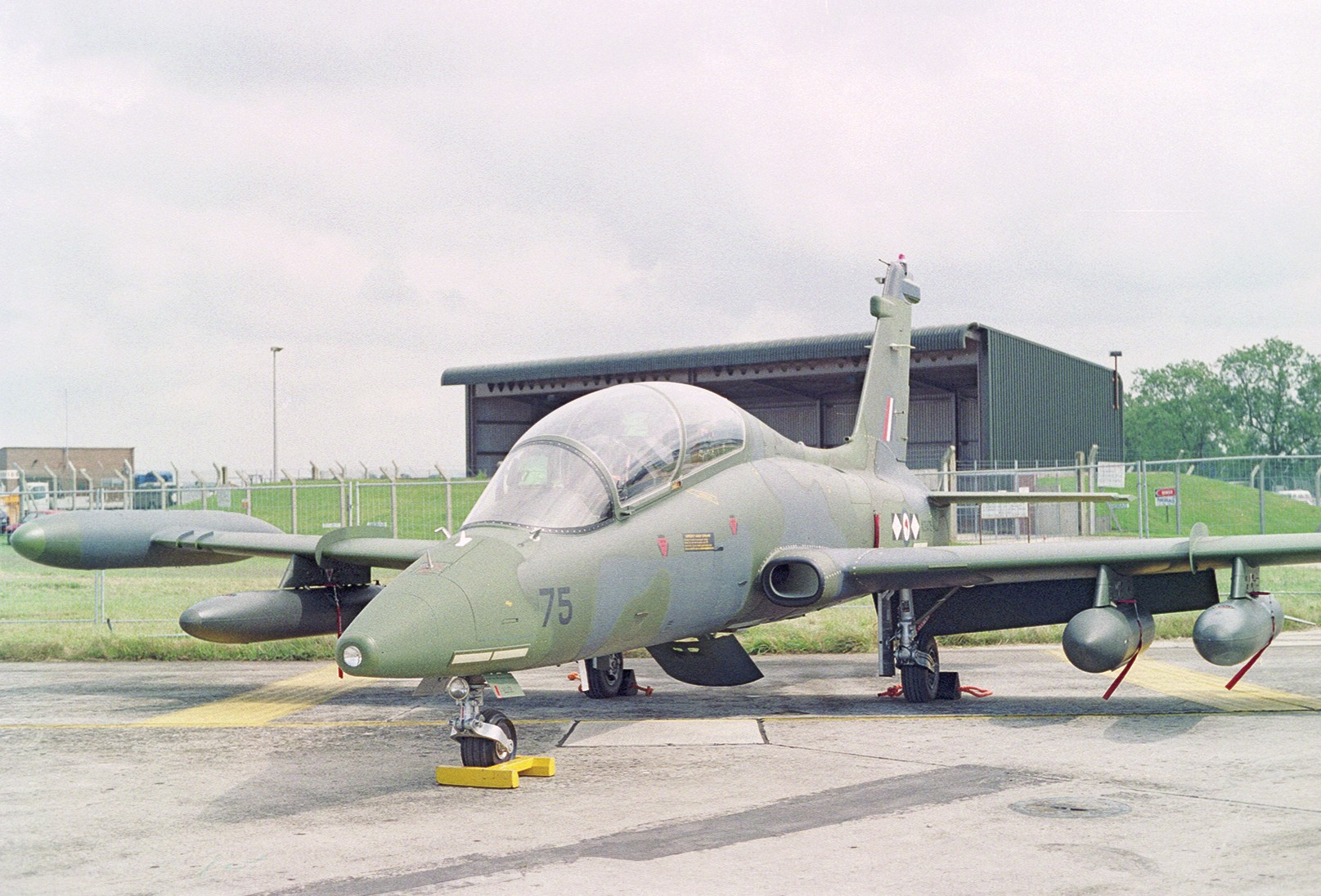
Un MB-339CB

La Royal New Zealand Air Force è probabilmente la forza aerea che, con la fine della Guerra Fredda e gli orientamenti degli ultimi governi, ha subito la ristrutturazione più clamorosa, con la cancellazione della prima linea da combattimento ad ala fissa. Nel 1999, infatti, il governo aveva deciso di sostituire gli anziani A-4 "Skyhawk" con 28 F-16 "Fighting Falcon" ma nel 2001, il gabinetto laburista di Helen Clark aveva deciso di sciogliere gli Squadron No. 2, No. 75 e 14, con la radiazione degli "Skyhawk" e degli MB-339CB. In pratica, quindi la forza aerea si riduceva ad un organico di 53 aeromobili e 2.523 persone. Oggi la RNZAF ha una linea da pattugliamento marittimo, una da trasporto e una da addestramento, più elicotteri per trasporto VIP, imbarco a bordo di unità navali e compiti vari.6

## Aeromobili in uso

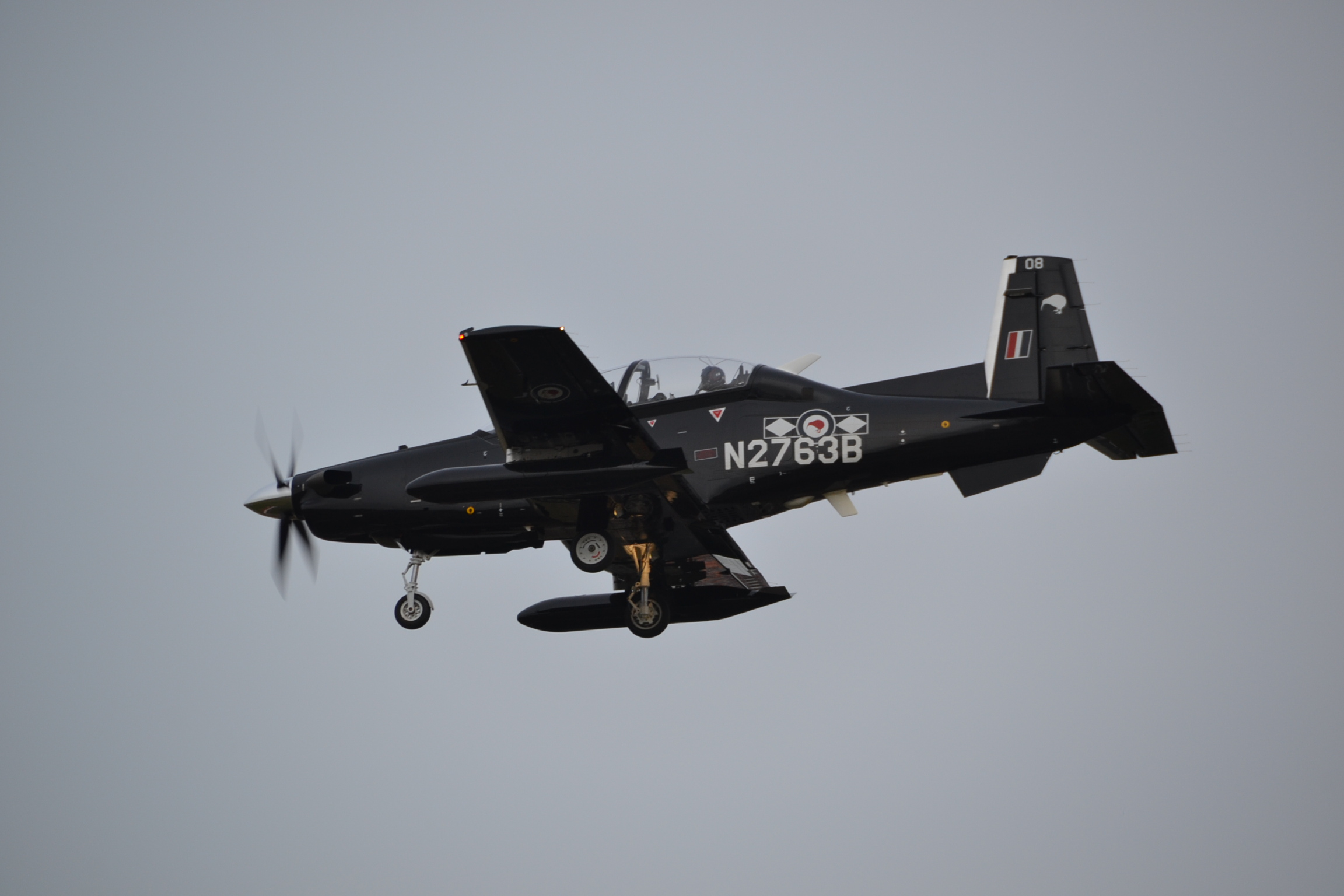
Un T-6C Texan II in fase di atterraggio a Birmingham il 2 febbraio 2015

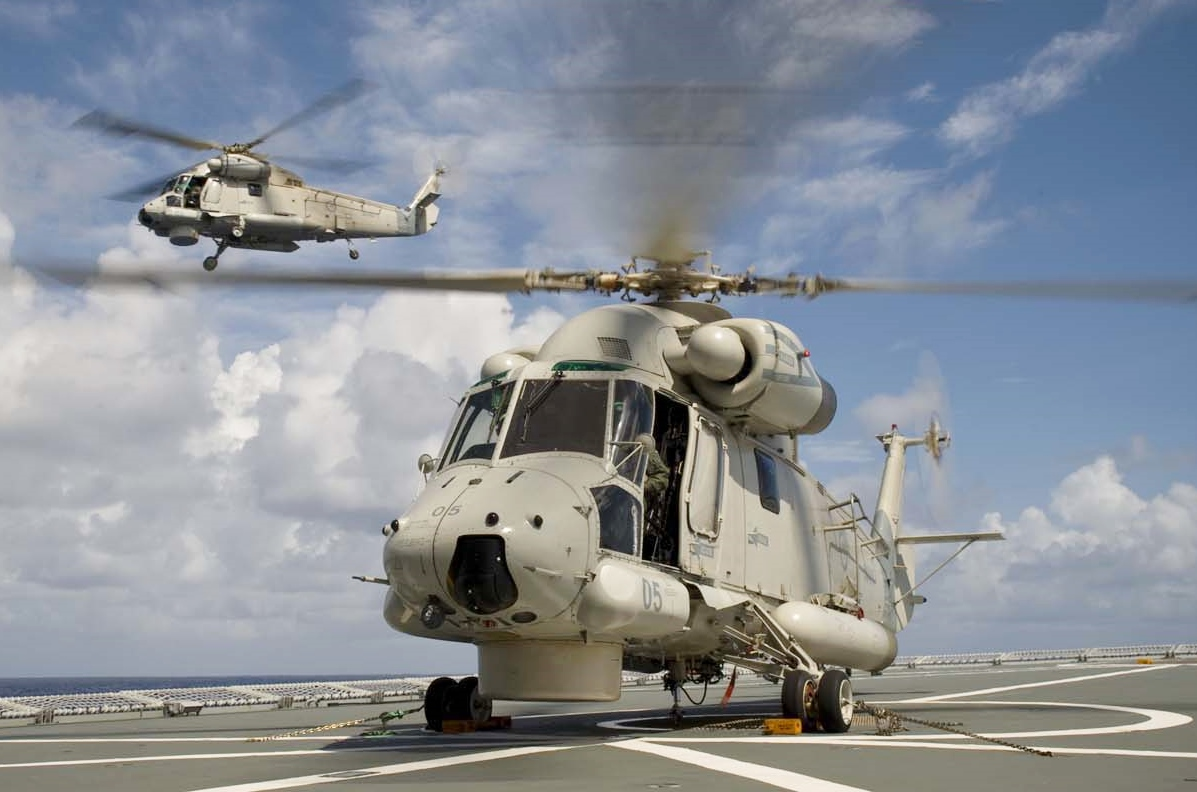
Una coppia di Seasprites in servizio sulla HMNZS Canterbury (L421) vicino all'Atollo di Puka-Puka

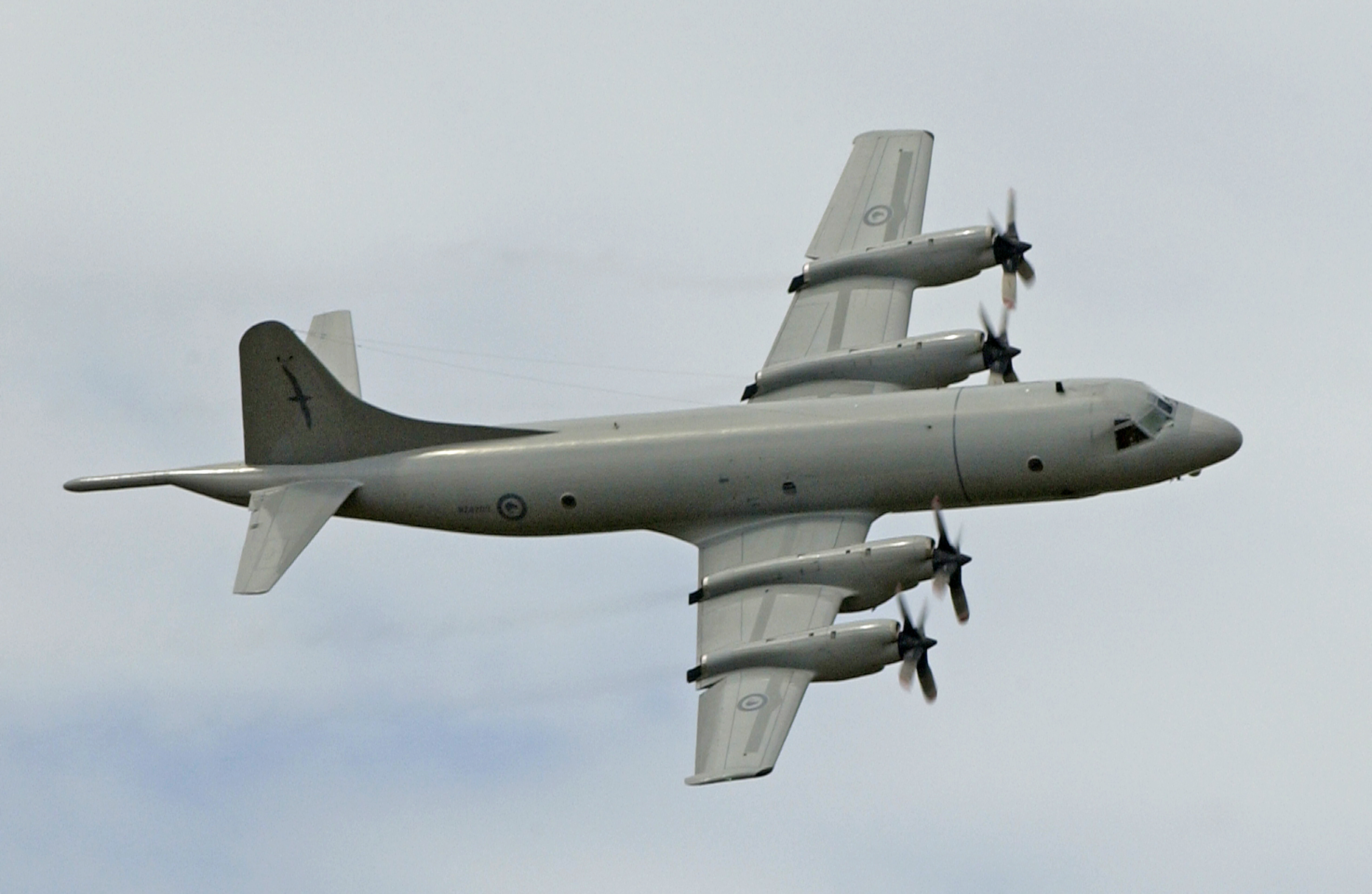
Un P-3K Orion sorvola la pista durante il Whenuapai Open Day 2005

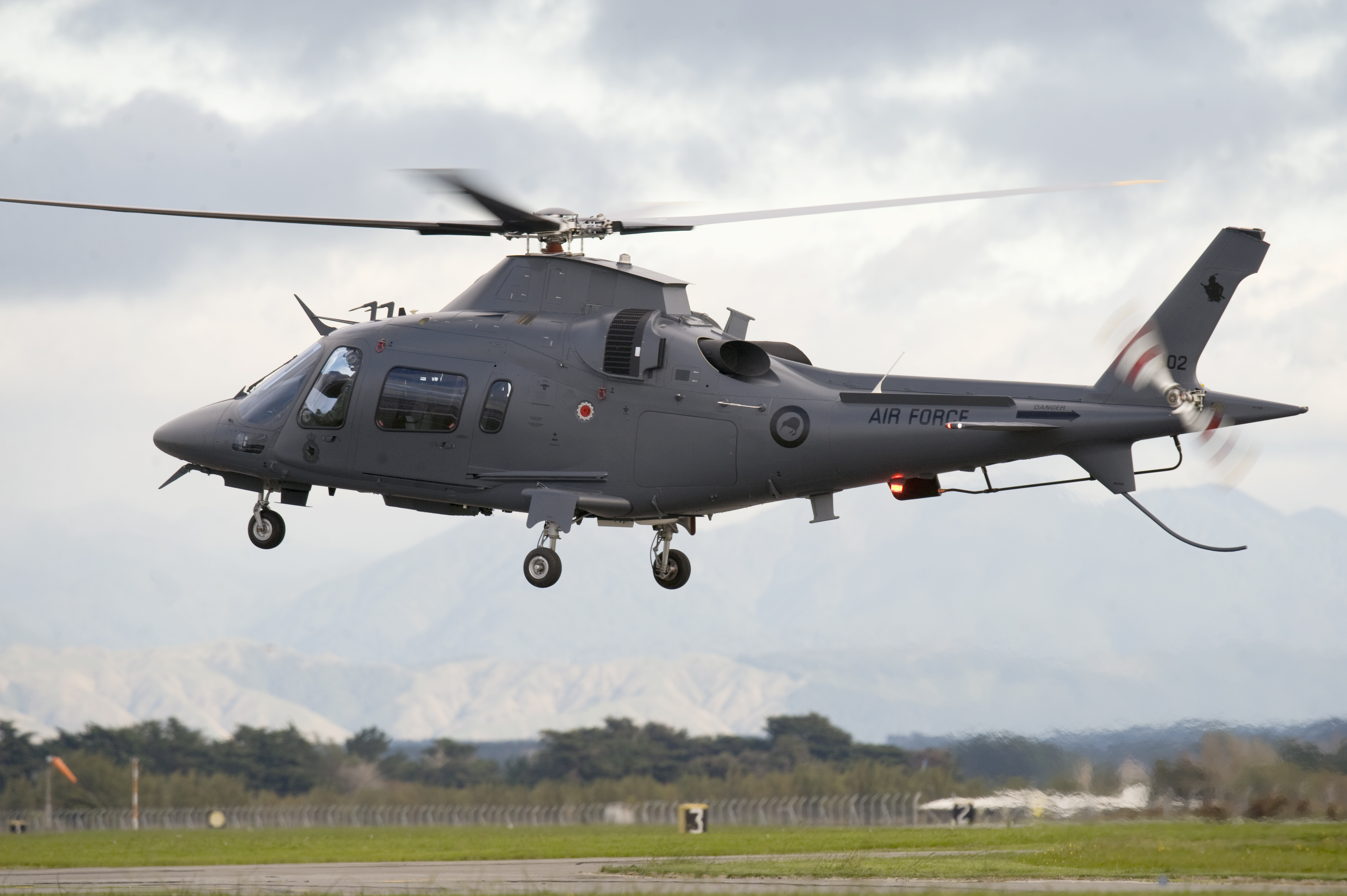
Un AW109 si alza in volo dalla RNZAF Ohakea Base

Sezione aggiornata annualmente in base al World Air Force di Flightglobal del corrente anno. Tale dossier non contempla UAV, aerei da trasporto VIP ed eventuali incidenti accorsi durante l'anno della sua pubblicazione. Modifiche giornaliere o mensili che potrebbero portare a discordanze nel tipo di modelli in servizio e nel loro numero rispetto a WAF, vengono apportate in base a siti specializzati, periodici mensili e bimestrali. Tali modifiche vengono apportate onde rendere quanto più aggiornata la tabella.
| Aeromobile                            | Origine        | Tipo                              | Versione (denominazione locale) | In servizio (2024) | Note | Immagine |
| Aerei da pattugliamento marittimo     |                |                                   |                                 |                    | |          |
| Boeing P-8 Poseidon                   | Stati Uniti    | Aereo da pattugliamento marittimo | P-8A                            | 4                  | 4 P-8A ordinati a luglio 2018 che saranno consegnati tra il 2022 ed il 2023. Il primo esemplare è stato consegnato negli USA il 7 dicembre 2022, ed arrivato in Nuova Zelanda il 12 dicembre 2022. Secondo esemplare consegnato il 20 marzo 2023, mentre il terzo il 19 maggio dello stesso anno. Il quarto ed ultimo esemplare è stato consegnato il 13 luglio 2023. |          |
| Aerei da trasporto                    |                |                                   |                                 |                    | |          |
| Lockheed Martin C-130J Super Hercules | Stati Uniti    | Aereo da trasporto                | C-130J-30                       | 1                  | 5 C-130J-30 ordinati il 4 giugno 2020, che dovrebbero essere tutti consegnati tra il 2024 ed il 2025. Primo esemplare consegnato il 10 settembre 2024. |          |
| Boeing 757                            | Stati Uniti    | Aereo da trasporto VIP            | B757-200                        | 2                  | 2 B757-200 acquistati di seconda mano dalla olandese Transavia e consegnati nell'aprile e nel giugno del 2003. |          |
| Beechcraft Super King Air             | Stati Uniti    | Aereo da trasporto                | B350                            | 2                  | 4 consegnati. |          |
| Aerei da addestramento                |                |                                   |                                 |                    | |          |
| Beechcraft T-6 Texan II               | Stati Uniti    | Aereo da addestramento            | T-6C                            | 11                 | 11 T-6C ordinati a febbraio 2013 ed entrati in servizio a giugno 2016. |          |
| Beechcraft Super King Air             | Stati Uniti    | aereo da addestramento            | B350                            | 2                  | |          |
| Elicotteri                            |                |                                   |                                 |                    | |          |
| NHIndustries NH90                     | Unione europea | elicottero da trasporto           | NH-90 MUH                       | 8                  | 8 NH90 TTH ordinati nel 2007, con consegne iniziate nel dicembre del 2011. |          |
| AgustaWestland AW109                  | Italia         | elicottero da trasporto           | AW109 LUH                       | 5                  | 6 ordinati. |          |
| Kaman SH-2 Super Seasprite            | Stati Uniti    | elicottero antisommergibile       | SH-2G(I)                        | 8                  | 10 SH-G ex Royal Australian Navy ordinati il 19 aprile 2013, otto dei quali, in seguito all'aggiornamento allo standard SH-2G(I), sono entrati in servizio nel marzo 2015, mentre le restanti due cellule sono state utilizzate come fonte di pezzi di ricambio. Sono cogestiti con la Royal New Zealand Navy ed imbarcati sulle due fregate Classe ANZAC.            |          |

## Aeromobili ritirati
- Lockheed C-130H Hercules - 5 esemplari (1965-2025)[26][1][6][15][16][17][17][27][28][29]
- Lockheed P-3K2 Orion - 6 esemplari (1966-2023)[30][6][12][11][31][32][33]
- Kaman SH-2F Super Seasprite - 3 esemplari (1998-2001)[24]
- Kaman SH-2G Super Seasprite - 5 esemplari (2001-2014)[24]
- Douglas A-4K Skyhawk - 10 esemplari (1970-2001)[34]
- Douglas TA-4K Skyhawk - 4 esemplari (1970-2001)[34]
- Douglas A-4G Skyhawk - 8 esemplari (1984-2001)[34]
- Douglas TA-4G Skyhawk - 2 esemplari (1984-2001)[34]
- Aermacchi MB-339CB - 18 esemplari (1991-2001)[35]
- BAC 167 Strikemaster
- PAC CT/4 Airtrainer
- de Havilland DH.100 Vampire
- Boeing 727
- Bristol Freighter
- Douglas C-47 Dakota/Skytrain
- Short S.25 Sunderland
- Westland Wasp
- Bell 47G
- Bell UH-1 Iroquois

## Gradi

### Ufficiali
| Equivalente NATO | OF-10                | OF-10                | OF-9            | OF-9            | OF-8        | OF-8        | OF-7             | OF-7             | OF-6          | OF-6          | OF-5          | OF-5          | OF-4           | OF-4           | OF-3            | OF-3            | OF-2              | OF-2              | OF-1           | OF-1           | OF-1           | OF-1          | OF-1          | OF-1          | OF(D)         | OF(D)         | OF(D)         | OF(D)         | OF(D)         | OF(D)         | OF(D)         | OF(D)         | OF(D)         | OF(D)         | OF(D)         | OF(D)         |
| ---------------- | -------------------- | -------------------- | --------------- | --------------- | ----------- | ----------- | ---------------- | ---------------- | ------------- | ------------- | ------------- | ------------- | -------------- | -------------- | --------------- | --------------- | ----------------- | ----------------- | -------------- | -------------- | -------------- | ------------- | ------------- | ------------- | ------------- | ------------- | ------------- | ------------- | ------------- | ------------- | ------------- | ------------- | ------------- | ------------- | ------------- | ------------- |
| New Zealand      |                      |                      | Non equivalente | Non equivalente |             |             |                  |                  | Air commodore | Air commodore | Group captain | Group captain | Wing commander | Wing commander | Squadron leader | Squadron leader | Flight lieutenant | Flight lieutenant | Flying officer | Flying officer | Flying officer | Pilot officer | Pilot officer | Pilot officer |               |               |               |               |               |               |               |               |               |               |               |               |
| New Zealand      | Marshal of the RNZAF | Marshal of the RNZAF | Non equivalente | Non equivalente | Air marshal | Air marshal | Air vice-marshal | Air vice-marshal | Air commodore | Air commodore | Group captain | Group captain | Wing commander | Wing commander | Squadron leader | Squadron leader | Flight lieutenant | Flight lieutenant | Flying officer | Flying officer | Flying officer | Pilot officer | Pilot officer | Pilot officer | Officer cadet | Officer cadet | Officer cadet | Officer cadet | Officer cadet | Officer cadet | Officer cadet | Officer cadet | Officer cadet | Officer cadet | Officer cadet | Officer cadet |

### Sottuffuciali e comuni
| New Zealand | Warrant officer | Warrant officer | Warrant officer | Warrant officer | Warrant officer | Warrant officer | Non equivalente | Non equivalente | Flight sergeant | Flight sergeant | Sergeant | Sergeant | Sergeant | Sergeant | Sergeant | Sergeant | Non equivalente | Non equivalente | Non equivalente | Non equivalente | Non equivalente | Non equivalente | Corporal | Corporal | Corporal | Corporal | Non equivalente | Non equivalente | Leading aircraftsman | Leading aircraftsman | Leading aircraftsman | Leading aircraftsman | Leading aircraftsman | Leading aircraftsman | Aircraftsman | Aircraftsman | Aircraftsman | Aircraftsman | Aircraftsman | Aircraftsman |
| New Zealand | Warrant officer | Warrant officer | Warrant officer | Warrant officer | Warrant officer | Warrant officer | Non equivalente | Non equivalente | Flight sergeant | Flight sergeant | Sergeant | Sergeant | Sergeant | Sergeant | Sergeant | Sergeant | Non equivalente | Non equivalente | Non equivalente | Non equivalente | Non equivalente | Non equivalente | Corporal | Corporal | Corporal | Corporal | Non equivalente | Non equivalente | Leading aircraftsman | Leading aircraftsman | Leading aircraftsman | Leading aircraftsman | Leading aircraftsman | Leading aircraftsman | Aircraftsman | Aircraftsman | Aircraftsman | Aircraftsman | Aircraftsman | Aircraftsman |